# 河北软件职业技术学院
河北软件职业技术学院，位于河北省保定市莲池区，是一所全日制普通高等职业院校。

## 历史
1972年10月，河北农业大学教师白富志开设大专基础课业余补习班。
1973年1月，补习班归属保定市总工会，正式确定校名为保定市工人大学。
1980年11月1日，保定市委正式批准学校更名为保定市职工业余大学。
1988年11月5日，河北省政府批准学校更名为河北职工大学。
2001年4月，经河北省省委省政府批准，学校由成人高等学校改建为高等职业院校，更名为河北工程技术职业学院。
2003年4月，经河北省人民政府同意，河北工程技术职业学院改建为河北软件职业技术学院。

## 学院概况
现有教职工500余人，在校生一万二千余人，校区占地面积约300亩。

## 所获荣誉
2019年获中华人民共和国教育部评定优质专科高等职业院校

## 系部设置
- 软件工程系
- 计算机应用工程系
- 网络工程系
- 数字传媒系
- 智能工程系
- 思想政治理论课教学部
- 公共教学部
- 信息基础教学部
- 体育教学部